# Barry Adamson
Pour les articles homonymes, voir Adamson.
Barry Adamson est un bassiste et compositeur de musique de film britannique, né le 1er juin 1958 à Manchester.
Il a fait partie du groupe de rock Magazine, ainsi que des Bad Seeds de Nick Cave. Il fut également membre du groupe Visage, de 1980 à 1983, et a participé aux deux premiers albums du groupe. Barry Adamson est l'auteur d'albums solo, de remixes (pour Grinderman, The Jon Spencer Blues Explosion, Recoil et Depeche Mode...). Il a aussi contribué à des bandes originales de films, comme Lost Highway de David Lynch.

## Biographie
(juillet 2023).
Bassiste à l'origine, Adamson rejoint en 1977 Magazine, un des groupes fondateurs de la New wave britannique, créé par Howard Devoto, ancien membre des Buzzcocks. Il participe aux quatre albums de la formation de Howard Devoto entre autres projets, et apparaît également sur les deux premiers albums du groupe Visage (Visage en 1980 et The Anvil en 1982). En 1984, Nick Cave fait appel à lui pour former son nouveau groupe, les Bad Seeds. Il le quitte l'année suivante, en proie à une grave dépression, après avoir perdu, la même année, son père et sa sœur.
Avec l'appui de  Daniel Miller et de son label Mute, Adamson parvient, en 1989, à réaliser un projet personnel : Moss Side Story, un disque de musique majoritairement instrumentale pour un film imaginaire. Il invite la chanteuse de The Fall, Marcia Schofield, la diva avant-gardiste Diamanda Galás, et d'autres membres des Bad Seeds. Truffé d'effets sonores, de rythmes synthétiques de hip-hop, d'ambiances feutrées de jazz à grand orchestre et de voix radiophoniques, ce disque comprend une adaptation du thème composé par Elmer Bernstein pour le film d'Otto Preminger : The Man with the Gold Arm (L'Homme au bras d'or).

## Discographie

### Albums
| Année | Titre                                          |
| 2024  | Cut to Black                                   |
| 2016  | Know where to run                              |
| 2012  | I Will Set You Free                            |
| 2008  | Back To The Cat                                |
| 2006  | Stranger on the Sofa                           |
| 2002  | King of Nothing Hill                           |
| 1999  | The Murky World of Barry Adamson (compilation) |
| 1998  | As Above, So Below                             |
| 1996  | Oedipus Schmoedipus                            |
| 1993  | The Negro Inside Me                            |
| 1992  | Soul Murder                                    |
| 1989  | Moss Side Story                                |

#### EP
| Année | Titre                               |
| 1998  | Can't Get Loose                     |
| 1996  | Achieved In The Valley Of The Dolls |
| 1995  | The Big Bamboozle                   |
| 1995  | Movieology                          |
| 1992  | Cinema Is King                      |
| 1989  | Taming of the Shrewd                |

#### Singles
| Year | Title                                              |
| 2002 | Whispering Streets                                 |
| 2002 | Black Amour                                        |
| 2001 | Motorlab #3 (with Pan Sonic)                       |
| 1999 | The Crime Scene                                    |
| 1998 | Jazz Devil                                         |
| 1998 | What it Means                                      |
| 1991 | These Boots Are Made for Walkin' (avec Anita Lane) |
| 1988 | The Man With The Golden Arm                        |

### Bandes originales
| Year | Title                  |
| 2001 | The World Of Interiors |
| 1997 | To Have And To Hold    |
| 1997 | Lost Highway           |
| 1994 | Tueurs nés             |
| 1991 | Delusion               |